# Madame Sans-Gêne (film 1925)
Madame Sans-Gêne è un film muto del 1925 diretto da Léonce Perret.
Il soggetto è tratto dal lavoro teatrale Madame Sans-Gene di Émile Moreau e Victorien Sardou che era stato rappresentato a Broadway già il 14 gennaio 1895, ripreso in seguito nel 1901 dalla compagnia di Ellen Terry e Henry Irving.
La storia della lavandaia divenuta duchessa ha avuto numerosi adattamenti cinematografici, tra cui, nel 1961, un Madame Sans-Gêne diretto da Christian-Jaque e interpretato da Sophia Loren.

## Trama
A Parigi, Catherine Hubscher è la proprietaria di una lavanderia. I suoi modi disinvolti e franchi le hanno guadagnato il nomignolo di Madame Sans-Gêne. Molti dei suoi clienti sono dei militari. Tra questi, un giovane tenente di artiglieria che viene dalla Corsica, tale Napoleone. Un altro è Lefebvre, un bel soldato di cui Catherine accetta volentieri la corte.
Dopo la rivoluzione, l'ex tenente ha fatto carriera ed è diventato imperatore dei francesi. Al suo fianco Lefebvre, che viene ricompensato per i suoi meriti, diventando duca di Danzica. Sua moglie Catherine, l'ex lavandaia, è ora una duchessa. Ma i suoi modi spicci e da popolana dispiacciono alle sorelle dell'imperatore che intimano al fratello di far sparire da corte quella presenza imbarazzante. Napoleone, messo alle strette, ordina a Lefebvre di divorziare. Ma Catherine non si perde d'animo: si presenta davanti all'imperatore e gli ricorda i bei momenti passati quand'erano tutti e due più giovani e il debito che lui e l'esercito hanno contratto nei suoi confronti durante la rivoluzione quando lei, piena di fiducia nei nuovi ideali, si era messa totalmente al servizio della patria.

## Produzione
Il film, girato in Francia, fu prodotto dalla Famous Players-Lasky Corporation con un budget stimato di 700.000 dollari.
Messi a disposizione dal governo francese, alcuni palazzi dove aveva realmente abitato Napoleone furono usati come set: a Compiègne, Emile Drain - nei panni dell'imperatore - girò una scena nell'autentica biblioteca di Napoleone, piena ancora dei libri che gli erano appartenuti. A Fontainebleau, la sala Enrico II fece da set alla presentazione a corte di Madame Sans-Gêne. Mentre Suzanne Bianchetti, ovvero l'imperatrice Maria Luisa, si trovò a girare una scena nel letto dove aveva dormito la vera Maria Luisa e, prima di lei, Maria de' Medici e Giuseppina di Beauharnais.

## Distribuzione
Il film uscì nei cinema statunitensi il 17 aprile 1925. Distribuito dalla Paramount Pictures, il film fu distribuito in Francia il 15 dicembre 1925.
La pellicola viene considerata presumibilmente perduta.